# Cantó de Rennes-Centre-Oest
El cantó de Rennes-Centre-Oest (bretó Kanton Roazhon-Kreiz-Kornôg) és una divisió administrativa francesa situat al departament d'Ille i Vilaine a la regió de Bretanya.

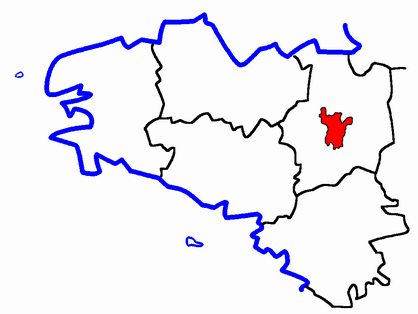
Situació del cantó

## Composició
El cantó aplega la comuna de Rennes, fraccions de Touche, Papu, Bourg-l'Evêque,Moulin du Comte i Chézy-Dinan.

## Història
| Data d'elecció                           | Identitat       | Partit | Qualitat |
| ---------------------------------------- | --------------- | ------ | -------- |
| 2004-                                    | Marcel Rogemont | PS     |          |
| les dades anteriors no són pas conegudes |                 |        |          |
|                                          |                 |        |          |